# الأحزاب السياسية في جنوب السودان
هذه الصفحة هي قائمة  للأحزاب السياسية في جنوب السودان .

## الأحزاب والحركات السياسية في جنوب السودان
- الحركة الشعبية لتحرير السودان
- حركة تحرير الشعب السوداني من أجل التغيير الديمقراطي
- منتدى السودان الديمقراطي المتحد
- اتحاد احزاب السودان الافريقى 1
- اتحاد احزاب السودان الافريقى 2 جبهة جيمس اليوبا سيرورو
- الجبهة الديمقراطية المتحدة
- منتدى جنوب السودان الديمقراطي
- الاتحاد الوطني السودانى الأفريقي
- الحزب الليبرالي الجنوب سوداني
- الحزب الشيوعي الجنوب سوداني